# 西门子医疗
西门子医疗（英語：Siemens Healthineers, 曾用名Siemens Healthcare、Siemens Medical Solutions、Siemens Medical Systems）是德国西门子公司的医疗部门，后成为其旗下独立运营医疗业务的子公司。

## 历史
1847年西门子公司由创始人维尔纳·冯·西门子和约翰·乔治·哈尔斯克创建于柏林。作为其旗下的医疗部门，2001年改名为西门子医疗解决方案，2008年改名为西门子医疗护理，2015年Bernd Montag担任全球首席执行官。
2016 年 11 月，Siemens Healthineers（通過 Siemens Healthcare GmbH）收購了 Conworx Technology GmbH，這是一家位於柏林的床旁設備接口和數據管理解決方案開發商。
2016年5月改为现在的名字并正式成为西门子公司独立运营医疗业务的子公司。
全球有45000名员工。 大多数位于德国。
2017 年 4 月，Siemens Healthineers 通過收購 Medicalis Corporation 擴展到放射信息系統。 
2018年3月公司在法兰克福证券交易所上市，是继1996年德国电信之后市值最高的上市公司。
2019年8月8日西門子醫療以每股4.28美元現金，斥資10億歐元（約11億美元）收購美國手術機器人製造公司Corindus Vascular Robotics。
2020 年 8 月，西門子醫療公司宣布將以 164 億美元（139 億歐元）的價格收購瓦里安醫療系統公司（Varian Medical Systems）。